# Temmler
Die 2012 von der Aenova Group übernommene Temmler-Gruppe ist mit sieben Produktionsstandorten einer der größten europäischen Anbieter für pharmazeutische Auftragsherstellung.

## Geschichte
Die Temmler-Werke wurden 1917 von Hermann Temmler in Detmold gegründet. Sie fusionierten 1919 mit der Vereinigte Chemische Fabriken GmbH in Detmold zu den Vereinigten Chemischen Fabriken H. Temmler. 1925 wurde der Geschäftssitz nach Berlin verlegt. Ab 1933 konzentrierte das Unternehmen seine Geschäftstätigkeit und Produktion vollständig auf den Standort am Berliner Flugplatz Johannisthal. Nach dem 1933 von den Nationalsozialisten erzwungenen Ausscheiden des jüdischen Miteigentümers der Chemischen Fabrik Tempelhof, Albert Mendel, übernahm Temmler 1934 Beteiligungen an der Chemischen Fabrik Tempelhof. Das Unternehmen firmierte danach unter der Bezeichnung Chemische Fabrik Tempelhof – Preuß & Temmler, benannt nach Hermann Temmler und Paul Preuß, bzw. Preuß & Temmler AG. Die in Ost-Berlin gelegenen Produktionsstätten wurden 1945 sequestriert und teilweise demontiert, ab 1946 unter Treuhandverwaltung gestellt und 1949 enteignet. Die dortige Produktion wurde zunächst als VVB Pharma Temmler-Werke fortgeführt, später war der Betrieb Teil von Berlin-Chemie, Werk Johannisthal.

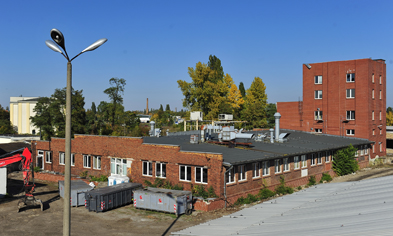
Temmler-Werke in Berlin-Johannisthal, Produktionsgebäude (2015)

Temmler wurde seinerzeit besonders durch die Einführung des Methamphetamin-Präparates unter der Marke Pervitin (ugs. Panzerschokolade) bekannt, die auch bis 2015 noch die Marke hielten. Insbesondere während der Blitzkriege gegen Polen und Frankreich 1939/40 fand Pervitin millionenfache Verwendung. Allein von April bis Juli 1940 wurden mehr als 35 Millionen Tabletten an Heer und Luftwaffe ausgeliefert. Pervitin wurde 1988 vom Markt genommen.
Nach dem Krieg wurde die Geschäftstätigkeit der Firma zunächst in Hamburg-Neugraben und ab 1960 in Marburg fortgeführt. Zu den in den 1950er Jahren vertriebenen Präparaten gehörte das als „Exspectorans“ eingesetzte und auch mit Codein erhältliche Siran. Seit 1982 ist Temmler auch in der Auftragsherstellung für andere Pharmaunternehmen tätig. Von 1990 bis 1999 gehörte Temmler zur Degussa-Tochtergesellschaft ASTA Medica. Danach war die Firma in Privatbesitz.
2007 erwarb Temmler drei Produktionsstandorte des japanischen Pharmaunternehmens Astellas in München, Irland (Killorglin) und Italien (Carugate). Zwei weitere Standorte kamen im April 2007 mit dem Kauf der C.P.M. ContractPharma GmbH in Feldkirchen und Bruckmühl hinzu. 2008 übernahm Temmler die SwissCo AG in Sisseln (CH), einen der führenden Hersteller von Brausetabletten.
Im Oktober 2012 übernahm Aenova, welche im August 2012 vom Finanzinvestor BC Partners gekauft wurde, den Lohnhersteller sowie im Oktober 2013 Haupt Pharma.

## Temmler-Kalender
Ein für Ärzte als Werbegeschenk gedachter Kalender, der seit den 1920er Jahren jährlich erschien, erlangte wegen seiner teils unmoralischen Witze und humorvollen Inhalte große Beliebtheit auch außerhalb des Kundenkreises der Firma.

## Geschäftstätigkeit
Die Temmler-Gruppe ist mit sieben Produktionsstandorten einer der größten pharmazeutischen Auftragshersteller in Europa. Temmler arbeitet an der Entwicklung, Zulassung, Produktion und Vermarktung pharmazeutischer Erzeugnisse (Arzneimittel und Nahrungsergänzungsmittel) im Auftrag für Dritte und für das eigene Portfolio. Im Bereich ZNS werden neben Generika vor allem Präparate für seltene neurologische Erkrankungen, wie Chorea Huntington und Myasthenia gravis vertrieben.
Das Unternehmen erzielt zwei Drittel seines Umsatzes mit Auftragsarbeiten für Dritte.
Zu den bekannteren eigenen Produkten gehören Kalymin (Pyridostigminbromid), Nitoman (Tetrabenazin), Acetocaustin (Monochloressigsäure), Faustan (Diazepam) und Regenon (Amfepramon).
Produktionsstandorte befinden sich neben Marburg (Temmler Pharma GmbH & Co. KG) auch in Killorglin (Irland) (Temmler Ireland), Carugate (Italien) (Temmler Italia) und Sisseln (Schweiz) (SwissCo AG). Die Standorte in München (Temmler Werke München) und Bruckmühl (C.P.M. ContractPharma GmbH & Co. KG) wurden aufgegeben und deren Produktionen auf die übrigen Standorte der Aenova aufgeteilt.